# Rohrbachgraben
Rohrbachgraben är en ort och kommun i distriktet Oberaargau i kantonen Bern, Schweiz. Kommunen har 375 invånare (2023).